# 冷宽
冷宽（1938年—），河北承德人，海军原副政治委员，中国人民解放军海军中将，雷锋的战友，目前住北京西郊。